# Amyklas (Sohn des Amphion)
Amyklas (altgriechisch Ἀμύκλας Amýklas) ist in der griechischen Mythologie der Sohn des Amphion und der Niobe.
Leto war von Niobe, die vierzehn Kinder hatte, verspottet worden, sie habe nur zwei Kinder. Leto ließ daraufhin alle Kinder der Niobe durch Artemis und Apollon töten. Nur Meliboia und Amyklas, die beide der Leto ein Gebet dargebracht hatten, wurden verschont. Nach anderen Erzählungen wurden allerdings alle Kinder der Niobe – auch Amyklas – getötet.